# FL Lyrae
FL Lyrae eller HD 179890, är en förmörkande dubbelstjärna belägen i den norra delen av stjärnbilden Lyran. Den har en kombinerad skenbar magnitud av ca 9,36 och kräver ett teleskop för att kunna observeras. Baserat på parallax enligt Gaia Data Release 3 på ca 7,46 mas, beräknas den befinna sig på ett avstånd på ca 437 ljusår (ca 134 parsek) från solen. Den rör sig närmare solen med en heliocentrisk radialhastighet på ca -39 km/s. Stjärnan befann sig i synfältet för rymdteleskopet Kepler under 2009−2014, vilket möjliggjorde övervakning under teleskopets hela uppdrag.

## Egenskaper
Primästjärnan FL Lyrae A är en gul till vit stjärna i huvudserien av spektralklass F8 V. Den har en massa som är ca 1,2 solmassa, en radie som är ca 1,3 solradie och utsänder energi från dess fotosfär motsvarande ca 2,2 gånger solen vid en effektiv temperatur av ca 6 400 K. Följeslagaren FL Lyrae B är en gul till vit stjärna i huvudserien av spektralklass G8 V med en massa som är ca 0,96 solmassa, en radie som är ca 0,96 solradie och utsänder energi från dess fotosfär motsvarande ca 0,65 gånger solen vid en effektiv temperatur av ca 5 200 K.

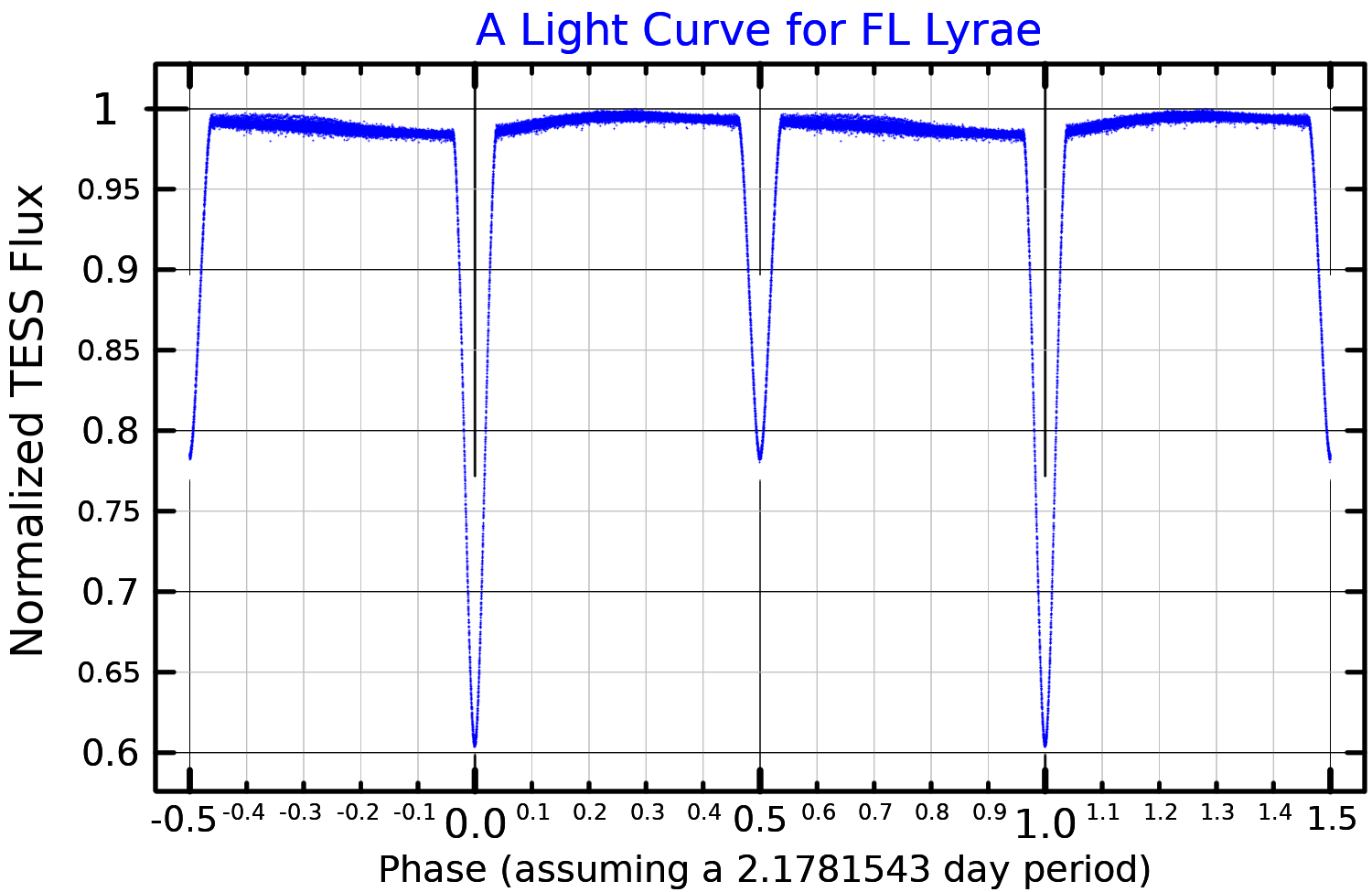
Ljuskurva för FL Lyrae, plottad från TESS-data

Variabiliteten hos konstellationen upptäcktes på fotografiska plåtar 1935.  Dubbelstjärnans omloppsplan ligger nästan i linje med siktlinjen tills jorden. Med en omloppsperiod av 2,1781542 dygn förmörkar var och en av de snävt kretsande stjärnorna dess partner, vilket orsakar en nettomagnitudsminskning till 9,4 under primärstjärnans förmörkelse och till magnituden 9,1 vid följeslagarens. Följeslagaren täcker 51 procent av den större stjärnan under primärstjärnans förmörkelse, medan primärstjärnan täcker 88 procent av följeslagaren.
Baserat på ljusvariationer som mäts av rymdteleskopet Kepler under förmörkelser, kan konstellationen innehålla en tredje kropp med dubbelt så stor massa som Jupiter och en omloppstid mindre än sju år, men fram till 2015 hade detta inte kunnat bekräftas.